# 梅隆 (奥伦塞省)
梅隆，是西班牙加利西亚自治区奥伦塞省的一个市镇。总面积53平方公里，总人口1504人（2001年），人口密度28人/平方公里。